# Gratteri
Gratteri é uma comuna italiana da região da Sicília, província de Palermo, com cerca de 1.081 habitantes. Estende-se por uma área de 38 km², tendo uma densidade populacional de 28 hab/km². Faz fronteira com Cefalù, Collesano, Isnello, Lascari.

## Demografia
| Variação demográfica do município entre 1861 e 2011                               |
|                                                                                   |
| Fonte: Istituto Nazionale di Statistica (ISTAT) - Elaboração gráfica da Wikipedia |